# Dischista rufa
Dischista rufa är en skalbaggsart som beskrevs av De Geer 1778. Dischista rufa ingår i släktet Dischista och familjen Cetoniidae. Inga underarter finns listade i Catalogue of Life.

## Bildgalleri

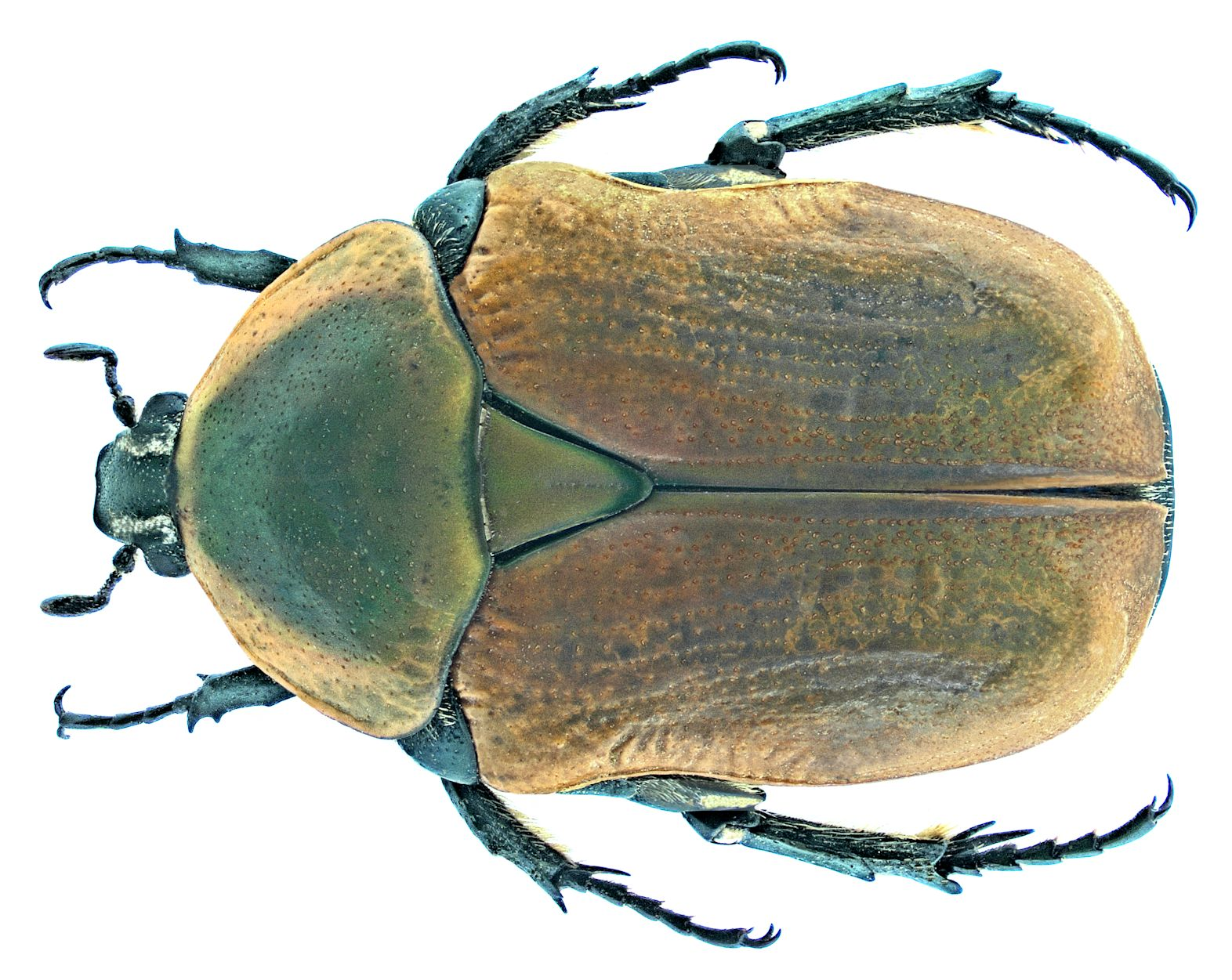